# Brūno Kalniņš
Brūno Kalniņš, latvijski general, * 7. maj 1899, Tukums, Ruski imperij, † 26. marec 1990, Stockholm, Švedska. Od konca aprila do junija 1944 je predsedoval Latvijskemu centralnemu svetu kot predstavnik Latvijske socialdemokratske delavske stranke.